# Stanau
Stanau är en ortsteil i staden Neustadt an der Orla i Saale-Orla-Kreis i förbundslandet Thüringen i Tyskland. Stanau var en kommun fram till 1 januari 2019 när den uppgick i Neustadt an der Orla. Kommunen Stanau hade 117 invånare 2018.